# Anthony Ashley Cooper, 3:e earl av Shaftesbury
Anthony Ashley Cooper, 3:e earl av Shaftesbury, mest känd under namnet "lord Shaftesbury", född 26 februari 1671 i London, död 4 februari 1713 i Neapel, var en engelsk politiker och filosof, allmänt ansedd som en av de främsta engelska moralfilosoferna under upplysningstiden. Han var sonson till politikern Anthony Ashley Cooper, 1:e earl av Shaftesbury.

## Biografi
Som medlem av underhuset 1695–1698 anslöt han sig enligt sin familjs traditioner till whigpartiet och verkade för samma frisinnade idéer även i överhuset, när han där efter sin faders död 1699 erhållit plats. Erbjuden högt politiskt ämbete avböjde han anbudet för att med sitt fredliga lynne och sin svaga hälsa uteslutande ägna sig åt resor, studier och författarskap. 

## Filosofi
I sina skrifter gör han intryck av en världsman med stor erfarenhet samt med omfattande vetenskaplig och estetisk bildning. Uppfostrad under farfaderns vän, John Lockes, ledning var han även inom filosofin lärjunge till denne, men också väsentligen påverkad av klassisk bildning. Liksom antikens greker fattade han filosofin som en praktisk vishetslära, som inte fick instängas inom fackmännens trånga krets. Därför behandlade han i sina skrifter, vilka finns samlade i tre band under titeln Characteristics of men, manners, opinions, times (1711), de filosofiska problemen i en lättfattlig stil som gör att han räknas som en av de äldsta och förnämsta engelska essäisterna. 
Även i innehållet röjer han det grekiska inflytandet, i första hand genom den estetiska synpunkt varifrån han alltid betraktade den praktiska filosofins frågor. Sålunda fattade han dygden, som han på äkta grekiskt sätt identifierade med det goda för människan och hennes sanna lycka, som en sorts själens skönhet, vilken liksom all skönhet består i harmoni och som därför ej kan vinnas genom ett ensidigt tillfredsställande av vare sig de egoistiska eller de sociala drifterna hos människan, utan tvärtom genom det naturliga jämnmåttet mellan båda. Detta jämnmått träffas inte under det abstrakta förståndets ledning, utan med tillhjälp av ett "moraliskt sinne", jämförligt med den estetiska smaken. 
Genom denna lära blir Cooper en av de första moderna känslofilosoferna (föregångare till Rousseau). Genom att han emellertid ansåg att ingen fara funnes för alltför liten egoism hos oss, och att sålunda vår avsiktliga strävan bara behöver gå ut på att höja de oegennyttiga, sociala drifternas betydelse, blev Cooper en av dem som givit den engelska moralfilosofin dess övervägande intresse för riktningen på andras väl och därmed en av föregångarna till den nutida utilitarismen. 
Moralfilosofin sökte Cooper att hålla självständig såväl gentemot metafysiken som mot teologin och är i den punkten en viktig föregångare till Immanuel Kant. I religiöst hänseende intog han en medlande ställning mellan ortodoxin och den engelska deismen.

## Eftermäle
Asteroiden 11944 Shaftesbury är uppkallad efter honom.